# Strada statale 16 bis Adriatica
La strada statale 16 bis Adriatica (SS 16 bis), ora in parte strada regionale 16 bis Adriatica (SR 16 bis), è una strada statale e regionale italiana che congiunge la località Villa Raspa presso Pescara con Montesilvano Marina attraverso un percorso alternativo a quello della SS 16, passando per Cappelle sul Tavo (dove riceve la SS 151) e Spoltore. La strada faceva parte nella sua interezza del Circuito di Pescara.
Nel dal 2001 la gestione della strada venne interamente trasferita alla regione Abruzzo, che a sua volta la trasferì alla provincia di Pescara con la nuova denominazione SR 16 bis; successivamente parte della strada (dall'innesto con la SS 151 presso Cappelle sul Tavo fino all'innesto con la SS 16 presso Montesilvano) è tornata di competenza Anas con il decreto del Presidente del Consiglio dei Ministri del 20 febbraio 2018.